# Otto Oberdrevermann
Otto Oberdrevermann (* 7. März 1882 in Sevinghausen; † 21. Dezember 1942 in Bottrop) war ein deutscher Jurist und Politiker (NSDAP), der geschäftsführend Oberbürgermeister von Bottrop war.

## Leben

### Herkunft und Bildung
Nach bestandener Reifeprüfung am Gymnasium in Mülheim an der Ruhr absolvierte Oberdrevermann ein Studium der Rechtswissenschaft an den Universitäten Freiburg im Breisgau, Berlin und Münster, das er Ende August 1906 mit der ersten juristischen Staatsprüfung abschloss. 
Danach war er Einjährig-Freiwilliger und anschließend Gerichtsreferendar am Oberlandesgericht Hamm, bis er im November 1911 die zweite juristische Staatsprüfung ablegte. Anschließend war er als juristischer Hilfsarbeiter im Amt Eickel und im Amt Wanne tätig, wo er schließlich Beigeordneter wurde. Am Ersten Weltkrieg nahm er durchgehend teil und wurde nach Kriegsende als Leutnant der Reserve aus der Armee entlassen. Anfang April 1926 wurde er erster Beigeordneter der Stadt Wanne-Eickel.

### Politische Ämter
Zur Zeit des Nationalsozialismus wurde er Anfang Oktober 1933 kommissarisch erster Beigeordneter und Kämmerer in Bottrop und dort bereits wenige Wochen später Bürgermeister. Von Ende Dezember 1934 bis März 1935 sowie von Mitte Dezember 1941 bis zu seinem Tod ein Jahr später war er geschäftsführend Oberbürgermeister von Bottrop. 
Oberdrevermann war NSDAP-Mitglied und wirkte für die Partei als Ortsgruppen-Organisationsleiter in Bottrop-Donnerberg.